# Igor Jefimow
Igor Jefimow, ros. Игорь Ефимов (ur. 16 września 1960 w Tbilisi) – gruziński szachista, w latach 1996–2006 reprezentant Włoch, a od 2007 – Monako, arcymistrz od 1993 roku.

## Kariera szachowa
Pierwsze sukcesy zaczął odnosić pod koniec lat 70. XX wieku. W roku 1977 zajął IV miejsce w Erywaniu. W 1985 zajął III lokatę w turnieju Bohemians w Pradze. W 1992 triumfował (przed Igorsem Rausisem i Witalijem Cieszkowskim) w Moskwie, natomiast w 1994 był II (za Nikoła Mitkowem) w Nicei.
Po zmianie obywatelstwa należał do ścisłej czołówki włoskich szachistów. Wielokrotnie wystąpił w finałach indywidualnych mistrzostw kraju, zdobywając 2 złote (1997, 1998) i 2 srebrne medale (1999, 2000). W latach 1998 i 2000 reprezentował Włochy na szachowych olimpiadach (w obu przypadkach na I szachownicy), natomiast w 1997 i 1999 – w drużynowych mistrzostwach Europy, w roku 1997 zdobywając w Puli srebrny medal za indywidualny wynik na II szachownicy. Poza tym podzielił II m. w otwartym turnieju w Asti (1995, za Michele Godeną), podzielił III m. w Reggio Emilia (1996/97, za Michałem Krasenkowem i Wiktorem Bołoganem, a wraz z Dmitrijem Komarow i Olegiem Romaniszynem), podzielił I m. w Cutro (1997, wraz z Nenadem Aleksiciem), ponownie podzielił III m. w Reggio Emilia (1997/98, za Dimitrijem Komarowem i Leonidem Judasinem, a wraz z Symbatem Lyputianem), zajął II m. w Montecatini Terme (1998, za Igorem Miladinoviciem), podzielił II m. w Saint-Vincent (1998, za Robertem Zelčiciem, a wraz z m.in. Igorem Nowikowem, Thomasem Lutherem i Reynaldo Verą), podzielił I m. w Bozen (1998, wraz z m.in. Michele Godeną i Giennadijem Timoszczenko), zwyciężył w turnieju Monaco Masters (2000), zajął II m. w Reggio Emilia (2000/01, za Olegiem Romaniszynem), podzielił I m. w Lido Estensi (2002, wraz z Viorelem Iordachescu i Nikoła Mitkowem), podzielił I m. w Cortinie d’Ampezzo (2003, wraz z Nenadem Sulavą i Arkadijem Rotsteinem) oraz triumfował w Trieście (2006). W 2007 r. podzielił I m. w dwóch turniejach otwartych, w Grisolii (wspólnie z Władimirem Ochotnikiem, Rainerem Buhmannem, Giorgim Bagaturowem i Nenadem Aleksiciem) oraz w Senigalli (wspólnie z Sinišą Dražiciem i Todorem Todorowem). W 2015 r. zdobył tytuł indywidualnego mistrza Monako.
Najwyższy ranking w karierze osiągnął 1 lipca 1997 r., z wynikiem 2540 punktów zajmował wówczas 1. miejsce wśród włoskich szachistów.